# BMC Biophysics
BMC Biophysics is een internationaal, aan collegiale toetsing onderworpen open access wetenschappelijk tijdschrift op het gebied van de biofysica.
De naam wordt in literatuurverwijzingen meestal afgekort tot BMC Biophys.
Het verscheen voor het eerst in 2011.
BMC Biophysics is een elektronisch tijdschrift waarvan geen nummers verschijnen; elk artikel wordt apart gepubliceerd zodra het is goedgekeurd.